# Qingdao Eagles
Maillots
Actualités
Les Qingdao Eagles (chinois simplifié : 青 岛 双 星 雄 鹰) ou les Doublestar de Qingdao ou les Qingdao DoubleStar Eagles sont une équipe de basket-ball professionnelle chinoise, basée à Qingdao. Le club joue dans la division Nord de la première division du championnat chinois de basket-ball (CBA).
Doublestar est le sponsor corporatif du club et la mascotte de l’équipe est un aigle.
Au cours de la saison 2012-2013, Tracy McGrady, membre du Hall of Fame de la NBA, a joué pour le club. À la fin de la saison, le numéro de maillot de McGrady a été retiré par Qingdao.

## Histoire
Qingdao a reçu l’attention de divers médias du monde entier lorsque l’ancienne star de la NBA, Tracy McGrady, a signé avec Qingdao la saison 2012-2013 de la CBA. Malgré la moyenne de 25 points par match de McGrady, l’équipe n’a pas pu se qualifier pour les Playoffs du championnat.
Au cours de la saison 2014-2015, grâce à l’ajout supplémentaire de Hamed Haddadi, Qingdao a gagné sa première participation aux Playoffs avec le troisième meilleur bilan de la ligue, allant jusqu'en demi-finale avant d’être éliminé par les Liaoning Flying Leopards (4-0).
En 2015, Qindao a retiré le maillot numéro 1 de Tracy McGrady.

## Effectif
| Qingdao Eagles Effectif actuel | Qingdao Eagles Effectif actuel | Qingdao Eagles Effectif actuel | Qingdao Eagles Effectif actuel | Qingdao Eagles Effectif actuel |
| ------------------------------ | ------------------------------ | ------------------------------ | ------------------------------ | ------------------------------ |
| Entraîneur : Fan Bin           |                                |                                |                                |                                |
| Poste                          | Numéro                         | Nationalité                    | Nom du joueur                  | Âge                            |
| Ailier                         | 2                              |                                | Wang Ruize                     | 24                             |
| Meneur / Arrière               | 3                              |                                | Xu Jiahan                      | 26                             |
| Meneur / Arrière               | 4                              |                                | Darius Adams                   | 30                             |
| Arrière                        | 6                              |                                | Zhang Chengyu                  | 30                             |
| Meneur / Arrière               | 7                              |                                | Yang Jinmeng                   | 24                             |
| Arrière                        | 8                              |                                | Zhao Tailong                   | 29                             |
| Arrière / Ailier               | 9                              |                                | Yang Kai                       | 23                             |
| Ailier / Ailier fort           | 11                             |                                | Shao Yinglun                   | 23                             |
| Meneur                         | 16                             |                                | Lin Weihan                     | 29                             |
| Ailier fort / Pivot            | 17                             |                                | Jiao Hailong                   | 23                             |
| Pivot                          | 20                             |                                | Zhao Yanhong                   | 23                             |
| Pivot                          | 21                             |                                | Liu Chuanxing                  | 22                             |
| Meneur                         | 24                             |                                | Zhou Zhandong                  | 29                             |
| Ailier fort / Pivot            | 26                             |                                | Shi Wenlong                    | 21                             |
| Arrière                        | 30                             |                                | Zhao Dapeng                    | 29                             |
| Ailier                         | 32                             |                                | Wang Qingming                  | 27                             |
| Ailier                         | 33                             |                                | Zhai Yi                        | 25                             |
| Ailier / Ailier fort           | 35                             |                                | Ding Haoran                    | 23                             |
| Pivot                          | 41                             |                                | Dakari Johnson                 | 24                             |
| Ailier                         | 55                             |                                | Zhang Hao                      | 22                             |
|                                |                                |                                |                                |                                |
| (C) - Capitaine, - Blessé      |                                |                                |                                |                                |

## Joueurs notables du club
- Shan Tao (2000–2001)
- Torraye Braggs (2006–2007)
- Chris Williams (2008–2010)
- Amal McCaskill (2009)
- Sabah Khoury (2009–2010)
- Dee Brown (2010–2011)
- Li Gen (2010–2012)
- Ivan Johnson (2011)
- Xue Yuyang (2011–2014)
- /  Olumide Oyedeji (2011–2012)
- /  DJ Mbenga (2012)
- Tracy McGrady (2012–2013)
- Chris Daniels (2012–2013)
- Josh Selby (2013)
- Peter John Ramos (2013–2014)
- /  Josh Akognon (2013–2014)
- Justin Dentmon (2014–2015)
- Hamed Haddadi (2014–2015)
- Mike Harris (2014–2015)
- Jonathan Gibson (2015–2016,2017–)
- Alan Williams (2015–2016)
- Su Wei (2016–2018)
- Loukas Mavrokefalidis (2016–2017)
- Terrence Jones (2017)
- Maciej Lampe (2017–2018)
- /  James Mays (2018)

## Maillots retirés
| Maillots retirés du Qingdao Eagles | Maillots retirés du Qingdao Eagles | Maillots retirés du Qingdao Eagles | Maillots retirés du Qingdao Eagles | Maillots retirés du Qingdao Eagles |
| Numéro                             | Nom du joueur                      | Position                           | Saisons                            | Année du retrait                   |
| ---------------------------------- | ---------------------------------- | ---------------------------------- | ---------------------------------- | ---------------------------------- |
| 1                                  | Tracy McGrady                      | Arrière                            | 2012–2013                          | 2015                               |